# Syndermata
Syndermata је назив за групу бескичмењака која обухвата слободно живеће ротаторије (Rotifera) и облигатне ендопаразите, акантоцефале (Acanthocephala). Ова два типа животиња раније су удруживане и са другим типовима у групу псеудоцеломатних протостомија (Aschelminthes). У савременим погледима на филогенију бескичмењака, псеудоцеломатне групе не представљају монофилетску грану, а синдермате су сврстане међу лофотрохозое или платизое. Најсроднија група синдерматама је можда Cycliphora, чији представници, слично појединим ротаторијама, живе коменсално на раковима, поседују веома изражен полни диморфизам (сићушни мужјаци) и систем за варење у виду слова U. Ове сличности, међутим, могу бити последица конвергентне еволуције. На основу постојања и сличне грађе „вилица” синдермате се групишу са типовима Gnathostomulida и Micrognathozoa у групу названу Gnathifera

## Систематика и филогенија
Тип Acanthocephala је монофилетска група, која обухвата четири класе: Archiacanthocephala, Palaeacanthocephala, Eoacanthocephala и Polyacanthocephala. Ове класе издвојене су на основу појединих морфолошких карактера (положај лакунарног система у епидермису, облик и број цементних жлезди мужјака) и филогенетске и еколошке сродности домаћина.
Тип Rotifera обухвата микроскопски ситне организме који насељавају слатке и слане воде, јастучиће маховина и влажна земљишта. Поједине врсте живе као коменсали са раковима. Најчешће се деле на три класе: Bdelloidea, Monogononta и Seisonidea. Прва класа се размножава искључиво партеногенетски, док се у друге две класе мењају бесполни и полни начин размножавања. 
Сродност ротаторија и акантоцефала је претпостављена и на основу морфологије представника, а методе молекуларне систематике су само потврдиле ове претпоставке. Међутим, филогентски односи између представника нису у потпуности појашњени. Акантоцефале представљају монофилетску групу, али постоји неколико сценарија за објашњење односа са појединачним групама (класама) ротаторија. Најприхваћенији сценарио је „угнежђеност” унутар ротаторија и најближа сродност са групом Bdelloidea, са којом их морфолошки повезује присуство лемнискуса и слична грађа пробосциса.